# Francesco Manelli

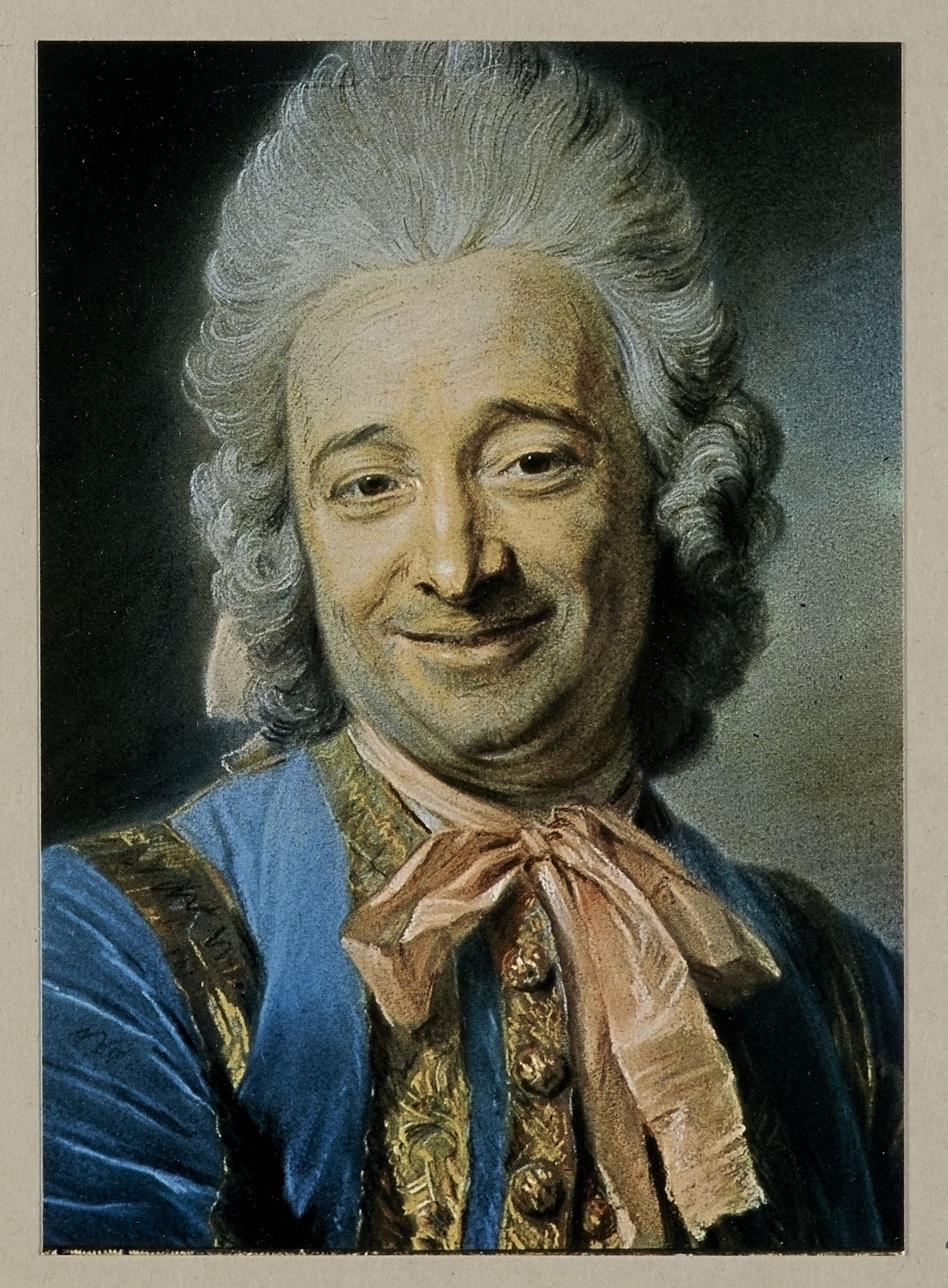
Francesco Manelli gemalti von Maurice Quentin de La Tour, ca. 1753

Francesco Manelli, auch Francesco Mannelli (* um 1595 in Tivoli; † September 1667 in Parma) war ein italienischer Opernsänger (Bass), Kapellmeister und Komponist.

## Leben
Schon als Chorknabe sang er an der Kathedrale San Lorenzo seiner Heimatstadt und war dort bis 1624 als Kapellsänger tätig. Nach einem kurzen Aufenthalt 1624 in Rom, wo er seine Ehefrau, die Sängerin Maddalena Manelli, kennenlernte, kehrte er ab 1627  wieder als Kantor der Hauskapelle nach Tivoli zurück. Er begann nun, Opern zu schreiben. 1629 erste Drucke seiner Werke in Rom. Opern von ihm wurden teils unter seiner Mitwirkung als Sänger und der seiner Frau Maddalena hauptsächlich in Parma und Venedig aufgeführt. Schließlich zog es ihn  1638 nach Venedig. Dort eröffnete er gemeinsam mit Benedetto Ferrari ein Opernhaus im ehemaligen Theater San Cassiano. Es war das erste öffentliche Opernhaus der Welt und nun hatte auch das Volk Zugang zu dieser Kunstform, die zuvor lediglich in „geschlossener Gesellschaft“ zur Aufführung gekommen war, etwa in Adelshäusern oder Akademien. Während dieser Zeit stand er oft gemeinsam mit seiner Frau auf der Bühne. 1645 folgte Manelli einem Ruf aus Parma und wirkte dort bis zu seinem Ableben als Kapellmeister am Hof der Farnese.
Er schuf eine große Zahl erfolgreicher Opern, von welchen allerdings nur die Libretti erhalten sind. Überliefert sind lediglich kleinere Werke wie Arien, Kantaten und Canzonetten.
Der französische Hofmaler Maurice Quentin de La Tour schuf um 1753 ein Porträt Manellis in Pastell, das sich im Musée Antoine Lécuyer, Saint-Quentin befindet.

## Werke (Auswahl)
- Andromeda (Benedetto Ferrari) (1637 zur Einweihung des Teatro Tron di San Cassiano)
- La maga fulminata (Benedetto Ferrari) (1638 ebenda)
- Delia ossia La sera sposa del sole (Giulio Strozzi) (1639 Venedig, Teatro Santi Giovanni e Paolo)
- Adone (Paolo Vendramin) (1640 ebenda) (Ehemals Claudio Monteverdi zugeschrieben)
- Alcate (Marc’ Antonio Tirabosco) (1642 Venedig, Novissimo)
- Ercole nell’Erimanto (Bernardo Morando) (1651 Piacenza, Ducale)
- Le vicende del tempo (Bernardo Morando) (1652 Parma, Farnese)
- Il ratto d’Europa (Paolo Emilio Fantuzzi [Elvezio Sandri]) (1653 ebenda)
- La Filo overo Giunone repacificata con Ercole (Francesco Berni) (1660 ebenda)
- I sei Gigli (Parma 1660)
- La Licasta (Benedetto Ferrari) (1664 Parma, Collegio dei Nobili)